# Bombus cullumanus
Espèce
Synonymes
- Apis Cullumana Kirby, 1802

Sous-espèces de rang inférieur
- Bombus cullumanus cullumanus Kirby
- Bombus cullumanus apollineus Skorikov[1]
- Bombus cullumanus serrisquama Morawitz[1]

Répartition géographique
Statut de conservation UICN

 CR  : 
En danger critique
Bombus cullumanus, le Bourdon des causses, est une espèce d'insectes de l'ordre des hyménoptères, du genre Bombus et du sous-genre Cullumanobombus. Il est possible de rencontrer cette espèce en Europe, en Asie mineure et en Asie centrale, bien qu'elle soit de plus en plus rare du fait de la raréfaction des prairies naturelles. À ce titre, elle est classée en danger critique d'extinction par l'IUCN.

## Description
Le Bourdon rural présente des couleurs variées. 
Le thorax de la sous-espèce Bombus cullumanus cullumanus est jaune pâle surmonté d'une zone centrale noire. Son abdomen est orné de trois bandes, successivement jaune, noire et orange. Lorsque ses couleurs sont éclatantes, il est possible de le confondre avec Bombus wurflenii, le Bourdon des montagnes ; ce dernier n'ayant jamais de jaune sur l'avant de l'abdomen. En Europe occidentale, la femelle voit sa couleur jaune s'estomper sur le thorax et l'abdomen, au profit du noir et de l'orange. Il est alors possible de la confondre avec Bombus lapidarius, le Bourdon des pierres, qui n'est jamais parceminé de poils jaunes.

## Écologie
La sous-espèce Bombus cullumanus cullumanus n'est liée qu'à un ensemble restreint de plantes ; à savoir certains trèfles, en particulier le trèfle incarnat, les sainfoins, les épilobes, quelques labiées, quelques chardons et centaurées. Cette sous-espèce est inféodée aux milieux ouverts riches en biodiversité telles que les prairies naturelles. Les milieux anthropisés, notamment les zones de cultures, lui sont défavorables. Elle est liée au climat atlantique. 
Quant à la sous-espèce Bombus cullumanus serrisquama, elle est inféodée aux steppes arides et ouvertes à Stipa de haute altitude (de 1 650 à 3 200 m). En Turquie, les plantes visitées sont Astragalus aureus, Astragalus christianus, Astragalus lineatus, Centaurea glastifolia, Centaurea solstitialis, Erigeron caucasicus, Eryngium billardieri, Gentiana gelida, Taraxacum androssovii, Trifolium repens et Trifolium tricocephalum.

## Répartition
Le milieu de prédilection de la sous-espèce Bombus cullumanus cullumanus étant en forte régression, elle suit cette dynamique : son aire de répartition a diminué drastiquement depuis les années 1950. Autrefois ce bourdon était présent sur l'ensemble de la façade atlantique française, belge, néerlandaise, anglaise, dans le sud-ouest de l'Allemagne, au Danemark et dans le Sud de la Suède. Aujourd'hui, ses localités récentes se situent exclusivement au sud de la vallée de la Loire, en moyenne montagne essentiellement au sein du Massif central et des Pyrénées françaises et espagnoles. Aucun spécimen n'a été observé depuis 2004,.
L'aire de répartition de la sous-espèce Bombus cullumanus apollineus est limitée à l'est de l'Anatolie, la Transcaucasie et au nord de l'Iran.
L'aire de répartition de la sous-espèce Bombus cullumanus serrisquama est vaste mais discontinue. Elle est présente dans le nord de l'Espagne, de la Hongrie jusqu'au nord de l'Altaï, ainsi qu'en Asie centrale,. 
La plupart des données sont anciennes et l'état actuel de l'espèce est préoccupant. Depuis 2015, elle est classée en danger critique d'extinction par l'IUCN.